# Платон, Вячеслав Николаевич
Вячеслав Николаевич Платон (рум. Veaceslav Platon; род. 24 января 1973, Каушаны, Молдавская ССР, СССР) — молдавский политик, юрист и бизнесмен, депутат парламента Республики Молдова с 2009 по 2010.
Шестой в списке молдавских миллионеров и в последние годы[какие?] он был публично обвинён в мошенничестве и экономических преступлениях. Прозван в СМИ «рейдером номер 1 в СНГ».
В 1994 году стал вице-председателем совета директоров банка «Молдиндконбанк», а потом и вице-председателем совета банка «Инвестприватбанк» (оба молдавские банки).
Имеет российское гражданство. Имел украинское гражданство.
Арестован 14 марта 2025 года.

## Политическая деятельность
На местных выборах 1999 года был избран муниципальным советником Кишинёва по спискам Блока коммунистов, аграриев и социалистов. В данной должности он был вплоть до 2003 года.
На парламентских выборах в апреле 2009 года сразу прошёл в Парламент по спискам Альянса «Наша Молдова» (АНМ). В период того созыва, когда Партия коммунистов Республики Молдова (ПКРМ) не смогла набрать достаточное количество голосов для того, чтобы самостоятельно избрать в Парламенте нового Президента (партия набрала 60 мандатов из 61 необходимых голосов для избрания Президента), предполагалось, что «золотым голосом» станет голос Вячеслава Платона. Однако данные прежположения не подтвердились.
На досрочных парламентских выборах в июле 2009 года сразу прошёл в Парламент по спискам Альянса «Наша Молдова» (АНМ).
Являясь русскоязычным молдаванином, в одном интервью 2016 года, Платон заявил, что для Молдовы «единственный выход из ужасной ситуации, в которой находится, является объединение с Румынией»[значимость факта?].
На досрочных парламентских выборах 2021 года участвовал в качестве доверенного лица независимого кандидата Вячеслава Валько.
В феврале 2024 года Вячеслав Платон объявил о создании Партии «Феникс Молдова» (ПФМ), в которой является вице-председателем.

## Арест
25 июля 2016 года молдавскими властями Вячеслав Платон был объявлен в международный розыск с обвинением в получении нерентабельных кредитов от «Банка де Економий» в размере 800 миллионов лей. Вечером 25 июля Платон был задержан СБУ и Генпрокуратурой Украины.
29 августа 2016 года Вячеслав Платон был экстрадирован в Молдову и помещён в камеру тюрьмы № 13, в которой также сидел и бывший премьер-министр Республики Молдова Владимир Филат. Среди адвокатов Платона — Илья Новиков, российский юрист, бывший игрок телевизионного клуба «Что? Где? Когда?».
20 апреля 2017 года Буюканским районным судом Кишинёва Платон был приговорён к 18 годам тюремного заключения по обвинению в выводе из России через банки Молдовы более 20 миллиардов долларов (см. Российский ландромат) и хищении более 20 миллионов долларов из молдавского Banca de Economii.
Однако в мае 2020 года генеральный прокурор Республики Молдова Александр Стояногло сообщил, что дело Вячеслава Платона было полностью сфабриковано. В июне 2020 года он был освобождён из заключения.
14 июня 2021 года суд, пересматривавший дело Платона, оправдал его. Однако в отношении Платона расследовалось ещё несколько уголовных дел. 18 июля 2021 года было сообщено, что он покинул Молдову, чтобы просить политического убежища в Великобритании. После этого, 12 августа 2021 года, по делу об «активной коррупции» и мошенничестве, он был объявлен в розыск и было принято заочное решение о его аресте.
В России против Платона также было возбуждено уголовное дело. Его обвиняли в организации преступного сообщества для незаконного вывода валюты из страны в 2013-2014 годах с помощью Молдинкомбанка. Общая сумма операций оценивается в 126 миллиардов рублей. 27 июля 2023 года Тверской районный суд Москвы заочно приговорил бизнесмена к 20 годам колонии строгого режима.

## Санкции
30 мая 2023 года, Платон был внесён в санкционный список Канады «российских коллаборационистов в Молдове» введённый против «олигархов, бизнесменов, парламентариев и политиков, связанных с Россией».

## Семья
Жена — Евгения Тульчевская, украинка. В 20 лет она победила в конкурсе «Мисс Украина 2009».
В 2021 г. журналистка Наталья Морарь заявила, что Вячеслав Платон является отцом её ребёнка.